# Leprechaun (personaggio)
(Tipica esclamazione di Leprechaun)
Leprechaun è un personaggio immaginario e il principale antagonista dell'omonima serie cinematografica horror.

## Caratterizzazione

### Aspetto
Leprechaun è un diabolico ed avido folletto, basato sulla figura del leggendario Leprecauno, famoso folletto del folklore irlandese, con il quale condivide la smodata passione per l'oro. Creatura maligna e totalmente priva di scrupoli è anche del tutto folle, sadico, crudele, ironico e bizzarro: nel corso dei film della serie si pone numerosi obiettivi (dal ritrovamento di una moneta d'oro perduta alla conquista dell'Universo) e per raggiungerli non si fa il minimo problema ad uccidere senza pietà chiunque si metta sulla sua strada. Ciò lo allontana totalmente dal vero mito del Leprechaun, in quanto essi sono creature, seppur legate al proprio oro e dispettose, benevole e giocherellone. Il motivo di tale differenza viene rilevato nel 6° film: scoprendo che il Leprechaun attualmente conosciuto è il membro di un gruppo di Leprecauni che venne evocato da un re secoli fa, per proteggere le sue ricchezze. Quando il regno del re finì e tutti i Leprecauni avevano assolto il proprio compito, essi tornarono felicemente nella loro foresta incantata, ad eccezione del Leprechaun conosciuto nei film, che rimase totalmente attaccato all'oro: proprio il suo oro, col passare del tempo, lo fece diventare corrotto, malvagio e folle. Benché la storia lo descriva come già inizialmente un Leprechaun di indole alquanto cattiva e scontrosa.
È un essere di piccola statura, non più alto di un bambino di sei anni, vestito in abiti verdi, scarpette nere con la fibbia dorata e cilindro. Il suo aspetto è orribile, avendo unghie lunghe e affilate come coltelli, denti appuntiti e marci e una barba folta e sporca. Possiede una piccola pentola nella quale tiene la sua collezione di oggetti d'oro e vive in una tana situata tra le radici di un albero. Esso tutta via non è il suo vero aspetto ma che egli ne è diventato così a causa della sua avidità e corruzione. Nei film, Leprechaun è interpretato sei volte dall'attore Warwick Davis: nel reboot del 2014 il personaggio è interpretato dal wrestler e attore Dylan Postl (meglio noto come Hornswoggle) mentre nell'ottavo film del 2018 viene interpretato dall'attore Linden Porco.
In Leprechaun, serie di fumetti pubblicata dalla Bluewater Productions nel 2009, si scopre che il vero nome di Leprechaun è Lubdan, ultimo di una stirpe di folletti irlandesi nonché loro re, e si scopre anche che ha un acerrimo nemico, il malvagio Clurichaun, anch'egli creatura mitologica del folklore irlandese.
Diverse teorie spiegherebbero che il Leprechaun sia un diverso personaggio in ogni film: ad approvare questa teoria è il fatto che nel primo film dice di avere 600 anni, ma nel flashback (ambientato nel medioevo) del secondo film dice di averne 1000 e il fatto che il primo Leprechaun è fissato con il ripulire scarpe, mentre negli altri film si limita a fare dei complimenti. Tuttavia è confermato che il Leprechaun del primo film e del reboot sono lo stesso personaggio.

### Poteri e abilità
In qualità della sua natura magica, Leprechaun è dotato di numerosi poteri, che comprendono tra l'altro:
- Forza sovrumana: nonostante la piccola taglia, ha una notevole forza fisica. Ad esempio, in vari film, strappa molto facilmente un dito ad un uomo per rubargli un anello d'oro;
- Telecinesi, grazie al quale può far levitare oggetti di vario tipo (come la sua pentola);
- Capacità di far apparire e sparire se stesso o altri oggetti;
- Discreta resistenza agli alcolici, seppure anche lui ceda dopo molti shot;
- Rigenerazione delle parti del corpo perdute;
- Emissione di raggi di energia;
- Semi-immortalità (può vivere in eterno ma può essere ucciso)
- Come rivela nel terzo film, mordendo e infettando la ferita con il suo sangue, può trasformare gli umani in Leprecauni immortali come lui.

Ha però anche alcuni punti deboli: il ferro, che se toccato gli provoca gravi ustioni, i quadrifogli, che possono tenerlo prigioniero e che se ingeriti possono avvelenarlo, e un medaglione, che lo può tramutare in una statua di pietra.
Come dice la leggenda può essere intrappolato, e in cambio della libertà è disposto ad esaudire tre desideri. Nella sua astuzia e malvagità, tuttavia, Leprechaun è in grado di ritorcere i desideri contro il suo carceriere, causandone anche la morte (come avviene nel secondo film).

## Filmografia
- Leprechaun di Mark Jones (1993)
- Leprechaun 2 di Rodman Flender (1994)
- Leprechaun 3 di Brian Trenchard-Smith (1995)
- Leprechaun 4 - Nello spazio di Brian Trenchard-Smith (1997)
- Leprechaun 5 di Rob Spera (2000)
- Leprechaun 6 - Ritorno nel ghetto di Steven Ayrmlooi (2003)
- Leprechaun: Origins di Zach Lipovsky (2014)
- Leprechaun Returns di Steven Kostanski (2018)